# Bilancia escatologica
La Bilancia (in Arabo ﻣﻴﺰﺍﻥ) è una bilancia escatologica la cui esistenza reale non potrà essere negata dal musulmano, salvo essere dichiarato kāfir e quindi non facente più parte (fino all'eventuale suo convinto pentimento) della Umma islamica.
Nel Giorno del Giudizio l'Islam crede che l'essere umano vedrà pesate tutte le sue azioni, buone e malvagie, scritte preventivamente dagli angeli su fogli sottilissimi.
Il peso dell'uno o dell'altro piatto della Bilancia determinerà il verdetto di premio paradisiaco o di castigo infernale.